# Foedus
Das foedus (Plural foedera) war seit der römischen Republik die gängige Form des zwischenstaatlichen Vertrages (Staatsvertrages) und noch bis in die Spätantike ein wichtiges Instrument römischer Außenpolitik.

## Geschichte
Da das Territorium der Städte häufig dem des Staates entsprach, gab es eine Vielzahl staatlicher Abkommen. Oft waren sie viel zu klein, um sich selbst genügen zu können, was Abhängigkeiten schuf, die geregelt werden mussten. Um dem grundsätzlich in Rom geltenden Prinzip, dass außerstaatliche Fremde rechtlos waren, galt es diesem Prinzip umfänglich, und damit sakral entgegenzuwirken. In der römischen Frühzeit war vornehmlich der pater patratus aus dem Priesterkollegium der Fetialen dazu berufen, foedera abzuschließen, denn nur der sakrale Weg konnte rechtliche Bindungswirkung der zwischenstaatlichen Vereinbarungen auslösen. Dabei kam es zu einem – von einem Schweineopfer begleiteten – Schwur, in dem das römische Volk in seiner Gesamtheit verflucht sein sollte, so es die dem Schwur unterliegenden Vereinbarungen brechen sollte. Aufgrund des hohen Stellenwerts des Völkerrechts, wurde das ius fetiale, das die vertraglichen Bindungen Roms gegenüber den Schwurgöttern zu überwachen hatte, sparsam und lediglich in Ausnahmefällen angewandt. Die Historizität dieser frühen foedera ist in der Forschung allerdings umstritten.
Neben dem Eid der Fetialen gab es den Feldherreneid, auch Magistrateneid genannt, bei dem der Fluch allein die eidleistende Person traf. Diese Eidesform wendeten die Feldherren meist während der Kriegszüge an, die Eidgötter und die Eideszeremonie konnten dabei differieren. Gelegentlich genügte schon der Handschlag zur rituellen Beeidung des Vertrages.
Die beiden Beeidigungsalternativen blieben während der Zeit der Republik nebeneinander bestehen. Noch zu Zeiten des M. Terentius Varro gehörte der Eid der Fetialen zur gängigen Praxis und noch während des frühen Prinzipats beeidete Kaiser Claudius Verträge in seiner Eigenschaft als pater patratus nach dem Ritus der Fetialen.
Die Feldherren der Republik konnten foedera sowohl als Feldherrenverträge abschließen, wobei dann ein persönlicher Eid geleistet wurde, oder über ein feierliches Versprechen (sponsio). Unmittelbar rechtsverbindlich war eine sponsio nicht, denn sie stand unter Ratifikationsvorbehalt des Senats, teils auch unter den Voraussetzungen dessen Zusammenwirkens mit der Volksversammlung oder der Magistraten. Inhaltlich war häufig gegenseitige militärische Beistandspflicht vereinbart. Es wurde gelegentlich unterschieden zwischen einem foedus iniquum und einem foedus aequum. Letzteres meint die Beistandspflicht und gegenseitige Anerkennung unter gleichwertigen Partnern, ersteres Verträge zwischen ungleichen Partnern, Unterworfenen im Sinne einer Deditio.
Foedera unterschieden auch sachlich: das foedus pacis diente dem Friedensschluss, das foedus societatis der Bündnisbildung, das foedus amicitiae causa factum bildete die Grundlage für zwischenstaatliche Freundschaften. Nach Theodor Mommsen waren alle beschriebenen Beeidungen vorgesehen.
Während des Prinzipats konzentrierte sich die Kontrolle der Außenpolitik zunehmend auf den Princeps, welcher in rechtlicher und politischer Hinsicht ein kaum begrenztes Recht zum Vertragsschluss innehatte. In den Quellen bezeichnet das foedus spätestens seit der Hohen Kaiserzeit ganz allgemein einen Vertrag, den die Römer mit Nichtrömern schlossen; insbesondere mit den mächtigen persischen Sassaniden wurden zwischen dem 3. und dem 6. Jahrhundert mehrere Staatsverträge geschlossen und beeidet, die teils lediglich Friedensabkommen waren, teils aber auch Verpflichtungen zu Hilfeleistungen oder Tributen enthielten.
Auch mit Barbaren, etwa Goten oder Hunnen, wurden Staatsverträge geschlossen. Nichtrömische Kriegergruppen, die nach Abschluss eines solchen Vertrages Ansprüche auf Getreideversorgung (annona) stellen durften, oder ein Recht zur Ansiedlung auf dem römischen Territorium erhielten und dafür zur Heeresfolge verpflichtet waren, nannte man in der Spätantike foederati. Umstritten ist, ob diese spätantiken Verträge kraft Rechts (de iure) oder lediglich faktisch (de facto) erloschen, wenn einer der beiden Vertragspartner starb.